# Eugenius Warming
Johannes Eugenius Bülow Warming (3. listopadu 1841 Mandø – 2. dubna 1924 Kodaň) byl dánský přírodovědec-botanik a univerzitní profesor.
E. Warming studoval od roku 1859 přírodní vědy na univerzitě v Kodani. V letech 1863-1866 působil jako sekretář dánského zoologa Petra Wilhelma Lunda v Lagoa Santa (Brazílie) a procestoval s ním tropické savany Brazílie. V roce 1867 začal studovat botaniku na mnichovské univerzitě a od 1871 studoval u Johannese von Hansteina na universitě v Bonnu mikroskopické metody. Zde v roce 1871 promoval jako doktor filozofie.
V roce 1875 obdržel mimořádnou profesuru na Kodaňské univerzitě a v roce 1882 převzal katedru botaniky na Stockholmské univerzitě ve Švédsku. V roce 1884 byl členem "Fylla-expedície" do Západního Grónska, později podnikl vícero průzkumných cest. V letech 1886-1911 působil jako řádný profesor botaniky a ředitel Botanické zahrady v Kodani.
Jeho v dánštině psané dílo Plantesamfund (1895) bylo v roce 1896 přeloženo do němčiny a v roce 1909 do angličtiny jako Oecology of plants. An introduction to the study of plant communities. Úlohou ekologické geografie rostlin podle Warminga je „prozkoumat v přírodě se vyskytující společenstva, která v sobě povětšině zahrnují mnoho druhů s mimořádně různorodými formami života.“